# Giro dei Paesi Bassi 1986
Il Giro dei Paesi Bassi 1986, ventiseiesima edizione della corsa, si svolse dal 18 al 23 agosto 1986 su un percorso di 982 km ripartiti in 5 tappe (la quarta suddivisa in due semitappe) e un cronoprologo, con partenza da Veenendaal e arrivo a Gulpen. Fu vinto dall'olandese Gerrie Knetemann della squadra PDM-Ultima-Concorde davanti ai connazionali Gerrit Solleveld e Peter Pieters.

## Tappe
| Tappa  | Data      | Percorso                                    | km   | Vincitore di tappa   | Leader cl. generale |
| ------ | --------- | ------------------------------------------- | ---- | -------------------- | ------------------- |
| Prol.  | 18 agosto | Veenendaal > Veenendaal (cron. individuale) | 4,8  | Jelle Nijdam         | Jelle Nijdam        |
| 1ª     | 19 agosto | Veenendaal > Assen                          | 140  | Twan Poels           | Eric Vanderaerden   |
| 2ª     | 20 agosto | Assen > Schagen                             | 238  | Wim Arras            | Eric Vanderaerden   |
| 3ª     | 21 agosto | Schagen > L'Aia                             | 247  | Ad Wijnands          | Gert Jakobs         |
| 4ª-1ª  | 22 agosto | L'Aia > Nimega                              | 152  | Eric Vanderaerden    | Gert Jakobs         |
| 4ª-2ª  | 22 agosto | Groesbeek > Nimega (cron. individuale)      | 14,6 | Gerrie Knetemann     | Gert Jakobs         |
| 5ª     | 23 agosto | Sittard-Geleen > Gulpen                     | 186  | Jean-Paul van Poppel | Gerrie Knetemann    |
| Totale | Totale    | Totale                                      | 982  |                      |                     |

## Dettagli delle tappe

### Prologo
- 18 agosto: Veenendaal > Veenendaal (cron. individuale) – 4,8 km

| Pos. | Corridore         | Squadra        | Tempo |
| ---- | ----------------- | -------------- | ----- |
| 1    | Jelle Nijdam      | Kwantum Hallen | 4'37" |
| 2    | Eric Vanderaerden | Panasonic      | a 3"  |
| 3    | Marc Somers       | Lotto          | a 8"  |

| Pos. | Corridore         | Squadra        | Tempo |
| ---- | ----------------- | -------------- | ----- |
| 1    | Jelle Nijdam      | Kwantum Hallen | 4'37" |
| 2    | Eric Vanderaerden | Panasonic      | a 3"  |
| 3    | Marc Somers       | Lotto          | a 8"  |

### 1ª tappa
- 19 agosto: Veenendaal > Assen – 140 km

| Pos. | Corridore          | Squadra        | Tempo    |
| ---- | ------------------ | -------------- | -------- |
| 1    | Twan Poels         | Kwantum Hallen | 6h18'29" |
| 2    | Gert Jakobs        | Skala-Skil     | s.t.     |
| 3    | Gert-Jan Theunisse | Panasonic      | s.t.     |

| Pos. | Corridore         | Squadra        | Tempo    |
| ---- | ----------------- | -------------- | -------- |
| 1    | Eric Vanderaerden | Panasonic      | 6h24'20" |
| 2    | Gert Jakobs       | Skala-Skil     | a 1"     |
| 3    | Jelle Nijdam      | Kwantum Hallen | s.t.     |

### 2ª tappa
- 20 agosto: Assen > Schagen – 238 km

| Pos. | Corridore           | Squadra    | Tempo    |
| ---- | ------------------- | ---------- | -------- |
| 1    | Wim Arras           | PDM        | 6h15'32" |
| 2    | Jan Bogaert         | Transvemij | s.t.     |
| 3    | Frank Van De Vijver | Lotto      | s.t.     |

| Pos. | Corridore         | Squadra        | Tempo     |
| ---- | ----------------- | -------------- | --------- |
| 1    | Eric Vanderaerden | Panasonic      | 12h39'41" |
| 2    | Gert Jakobs       | Skala-Skil     | a 12"     |
| 3    | Jelle Nijdam      | Kwantum Hallen | s.t.      |

### 3ª tappa
- 21 agosto: Schagen > L'Aia – 247 km

| Pos. | Corridore          | Squadra        | Tempo    |
| ---- | ------------------ | -------------- | -------- |
| 1    | Ad Wijnands        | Kwantum Hallen | 6h23'36" |
| 2    | Peter Pieters      | Skala-Skil     | s.t.     |
| 3    | Gert-Jan Theunisse | Panasonic      | s.t.     |

| Pos. | Corridore          | Squadra        | Tempo     |
| ---- | ------------------ | -------------- | --------- |
| 1    | Gert Jakobs        | Skala-Skil     | 19h03'29" |
| 2    | Twan Poels         | Kwantum Hallen | a 11"     |
| 3    | Gert-Jan Theunisse | Panasonic      | a 14"     |

### 4ª tappa - 1ª semitappa
- 22 agosto: L'Aia > Nimega – 152 km

| Pos. | Corridore         | Squadra        | Tempo    |
| ---- | ----------------- | -------------- | -------- |
| 1    | Eric Vanderaerden | Panasonic      | 3h22'48" |
| 2    | Peter Pieters     | Skala-Skil     | s.t.     |
| 3    | Hans Daams        | Kwantum Hallen | s.t.     |

| Pos. | Corridore          | Squadra        | Tempo     |
| ---- | ------------------ | -------------- | --------- |
| 1    | Gert Jakobs        | Skala-Skil     | 22h26'17" |
| 2    | Twan Poels         | Kwantum Hallen | a 11"     |
| 3    | Gert-Jan Theunisse | Panasonic      | a 14"     |

### 4ª tappa - 2ª semitappa
- 22 agosto: Groesbeek > Nimega (cron. individuale) – 14,6 km

| Pos. | Corridore        | Squadra        | Tempo  |
| ---- | ---------------- | -------------- | ------ |
| 1    | Gerrie Knetemann | PDM            | 21'22" |
| 2    | Gert Jakobs      | Skala-Skil     | a 1"   |
| 3    | Gerrit Solleveld | Kwantum Hallen | a 5"   |

| Pos. | Corridore        | Squadra        | Tempo     |
| ---- | ---------------- | -------------- | --------- |
| 1    | Gert Jakobs      | Skala-Skil     | 22h47'35" |
| 2    | Gerrie Knetemann | PDM            | a 15"     |
| 3    | Gerrit Solleveld | Kwantum Hallen | a 24"     |

### 5ª tappa
- 23 agosto: Sittard-Geleen > Gulpen – 186 km

| Pos. | Corridore            | Squadra    | Tempo    |
| ---- | -------------------- | ---------- | -------- |
| 1    | Jean-Paul van Poppel | Skala-Skil | 3h58'26" |
| 2    | Peter Stevenhaagen   | PDM        | s.t.     |
| 3    | Mathieu Hermans      | Seat-Orbea | s.t.     |

| Pos. | Corridore        | Squadra        | Tempo     |
| ---- | ---------------- | -------------- | --------- |
| 1    | Gerrie Knetemann | PDM            | 26h46'16" |
| 2    | Gerrit Solleveld | Kwantum Hallen | a 9"      |
| 3    | Peter Pieters    | Skala-Skil     | a 27"     |

## Classifiche finali

### Classifica generale
| Pos. | Corridore           | Squadra                         | Tempo     |
| ---- | ------------------- | ------------------------------- | --------- |
| 1    | Gerrie Knetemann    | PDM-Ultima-Concorde             | 26h46'16" |
| 2    | Gerrit Solleveld    | Kwantum Hallen-Decosol-Yoko     | a 9"      |
| 3    | Peter Pieters       | Skala-Skil                      | a 27"     |
| 4    | Johan Lammerts      | Vini Ricordi-Pinarello-Sidermec | a 28"     |
| 5    | Gert-Jan Theunisse  | Panasonic                       | a 1'07"   |
| 6    | Johan van der Velde | Panasonic                       | a 0"      |
| 7    | Patrick Verschueren | Roland-Van De Ven               | a 1'56"   |
| 8    | Gert Jakobs         | Skala-Skil                      | a 3'08"   |
| 9    | Twan Poels          | Kwantum Hallen-Decosol-Yoko     | a 4'05"   |
| 10   | Henk Boeve          | PDM-Ultima-Concorde             | a 4'25"   |